# 고수 (식물)
고수(영어: coriander, cilantro) 또는 빈대풀은 미나리과에 딸린 한해살이풀이다. 동유럽 원산이다.

## 이름
중화권에서는 샹차이(향채, 중국어: 香菜, 병음: xiāng cài)라고 하며, 인도에서는 다니아(dhania)라고 한다.

## 생태
고수는 한해살이 식물로서 높이는 30~60 cm이다. 전체에 털이 없고, 줄기는 곧게 서며, 속이 비어 있다. 잎은 빈대 냄새가 나고, 근생엽은 잎자루가 길며, 1~2회 깃꼴겹잎이다. 경생엽은 어긋나며, 위로 갈수록 잎자루는 짧아지면서 밑은 잎집이 되고, 갈래는 다시 깃 모양으로 갈라진다. 꽃은 흰색, 겹산형꽃차례, 작은 산형꽃차례는 3~6개이다. 씨방은 하위, 열매는 분과, 둥근 모양이며 10개의 능선에 향기가 있다.

## 쓰임새
태국, 인도, 베트남, 중국, 멕시코, 포르투갈 등에서 널리 향신료로 사용된다. 중국 음식의 대부분에 향을 내기 위해 들어가며, 쌀국수(베트남어: phở) 등에도 들어간다. 고수는 느끼한 맛을 없애준다.
잎은 나물 또는 잎 줄기 채소로 이용하거나, 열매를 향신료로 사용한다. 또한 조림 요리 등은 줄기와 뿌리도 사용된다. 씨는 러시아에서 빵 위에 뿌려서 식빵처럼 구워먹기도 한다.
잎은 피넨, 데칸알, 노난알, 리나로르 등에서 유래하는 독특한 맛이 있기 때문에 사람에 따라 호불호가 크게 나뉘어 그 맛을 싫어하는 사람에게는 노린재 같은 맛이라는 평가를 받는다. 피넨 등의 모노테르펜류는 증발하기 쉽고, 건조에 약하기 때문에 건조한 고수 잎으로 판매되고 있는 상품에는 독특한 향기는 거의 없어져 버린다. 잎에는 L-아스코르빈산(비타민 C)을 비교적 풍부하게 포함한다.
다양한 지역에서 잎의 향을 살려 요리에 이용하고 있다.
- 중국에서는 샹차이(중국어 : 향채 xiāngcài) 芫荽(광동어) 등으로 불리고 수프, 면류, 죽, 냄비 요리 등의 맛을 더하는데 사용되거나, 동북 지방에는 라오후차이(老虎菜)라는 오이, 풋고추(레시피에 따라 고추로 대체)와 함께 샐러드처럼 생식하는 지역 요리도 있다. 북위 시대의 제민요법에 밀식에 의한 연화 재배방법이 적혀 있다.
- 태국에서는 팍치(태국어 : ผักชี)라고 하며 똠 얌 꿍 등의 국과 수끼를 비롯한 다양한 요리의 양념으로 사용된다.
- 베트남에서는 자우무이(하노이), 라우무이(호찌민)(베트남어 : rau mùi)라고 하며 정통 베트남 쌈과 포에 빠뜨릴 수 없는 재료가 되고 있다.
- 중남미에서는 실란트로(스페인어 : cilantro)라고 하며 수프와 살사 등에 널리 사용된다. 멕시코인 등의 스페인어를 사용하는 이민자들이 많은 미국에서도 영어인 코리앤더보다 스페인어인 실란트로라고 일반적으로 불리고 있다.
- 포르투갈에서는 코엔트루(포르투갈어 : coentro)라고 하며 해산물과 채소를 주재료로 하는 냄비 요리나 카타플라나 등의 향토 요리에 자주 사용된다. 이 요리에서 고수는 맛을 특징짓는 중요한 재료이다.
- 인도에서는 다니야(힌디어 : धनिया ; dhaniyā)라고 부르며, 카레에 자주 사용되는 향신료 중 하나이다.
- 독일의 라이프치히에서는 고제라고 하는 밀맥주에 소금과 함께 향신료로 들어간다.

식용 이외로는 게와 새우를 먹은 후에 손을 씻는 핑거볼에 넣어 냄새를 제거하는 용도로 사용되기도 한다.

## 유래
고수는 지중해 지역에서 생산된 것을 한나라 때 장건이 들여왔다고 전해진다. 고수의 이상한 냄새 때문에 도가에서는 이를 오훈이라고 불렀는데, 어린아이가 경기를 하면 고수와 오색실을 함께 꼬아 어린아이 머리맡에 놓아주거나, 술을 섞어 뿌려주었다.

## 같이 보기
- 쿠민